# Hautasaari (ö i Leppävirta)
Hautasaari är en liten en ö i Leppävirta kommun i Finland.  Ordet hautasaari åsyftar att ön har varit begravningsplats. Ön ligger i sjön Sorsavesi och i kommunen Leppävirta i kommunen Leppävirta i den ekonomiska regionen  Varkaus  och landskapet Norra Savolax, i den centrala delen av landet, 290 km nordost om huvudstaden Helsingfors. Öns area är 11,6 hektar och dess största längd är 0,8 kilometer i sydöst-nordvästlig riktning.